# Liste rurikidischer Adelsgeschlechter
Dies ist eine Liste rurikidischer Adelsgeschlechter, die aus der bis 1598 über Russland herrschenden Dynastie der Rurikiden hervorgingen.

## Fürstenfamilien nach Abstammung sortiert

### A. Von den Fürsten von Polotzk

#### I. Fürsten von Drutzk
1. Fürsten Drutzky (pol. Drucki)
2. Fürsten Drutzky-Sokolinsky (pol. Drucki-Sokoliński)
3. Fürsten Drucki-Sokolinski-Gurko-Romejko (erloschen)
4. Fürsten Konopla-Drucki-Sokoliński (erloschen)
5. Fürsten (Drucki-)Ozierecki (erloschen)
6. Fürsten (Drucki-)Moszkowski (erloschen)
7. Fürsten (Drucki-)Prichabski (erloschen)
8. Fürsten Babitschev(-Drutzky)
9. Fürsten Putiatin(-Drutzky)
10. Fürsten (Drucki-)Toloczyński (erloschen)
11. Fürsten Drucki-Lubecki

### B. Von den Fürsten von Turov-Pinsk

#### II. Fürsten von Pinsk
1. Fürsten Ostrogski (erloschen)
2. Fürsten Zasławski (erloschen)
3. Fürsten Sviatopolk-Tschetvertinsky (pol. Swiętopełk-Czetwertyński)
4. Fürsten Sokolski (erloschen)
5. Fürsten Horodecki (erloschen)
6. Fürsten Ostrozecki (erloschen)
7. Fürsten Zwiaholki (erloschen)
8. Fürsten Zwiaholski (erloschen)

### C. Von den Großfürsten von Tschernigov

#### I. Fürsten von Gluchov & Novossil'
1. Fürsten Beljowski (erloschen)
2. Fürsten Worotynski (erloschen)
3. Fürsten Odojewski (erloschen)

#### II. Fürsten von Karatschev & Kozel'sk
1. Fürsten Mossalski (pol. Mossalski/Masalski)
2. Fürsten Kol'tzov-Mossalsky
3. Fürsten Litvinov-Mossalsky (erloschen)
4. Fürsten Masalski-Korecki (erloschen)
5. Fürsten Klubkov-Mossalsky (erloschen)
6. Fürsten Chotetovsky (erloschen)

#### III. Fürsten von Kozel'sk
1. Fürsten Oginski iz Kozielska (Oginski-Kozielski)
2. Fürsten Puzyna-Kozielski (Puzyna z/iz Kozielska)
3. Fürsten Zvenigorodsky (mit den Linien Riumin, Baraschev, Smotrin, Tokmakov, Schestov und Nozdrevaty)
4. Fürsten Bolchovskoy

#### IV. Fürsten von Peremyschl' & Jeletz
1. Fürsten Peremyschl'sky (erloschen)
2. Fürsten Gortschakow (blüht noch)
3. Fürsten Jeletzky (erloschen)

#### V. Fürsten von Tarussa & Mesetzk (Meschtschovsk)
1. Fürsten Barjatinski
2. Fürsten Mezetzky (erloschen)
3. Fürsten Obolenski (mit den bereits erloschenen Linien Nogtev alias Nogotkov, Strigin, Kossoy, Nagoy, Jaroslavov, Telepnev, Ovčinin, Ščepin, Turenin, Peninsky, Kašin, Kurliatev, Chromoy, Zolotoy und Serebriany)
4. Bely-Obolensky (erloschen)
5. Fürsten Tiufiakin-Obolensky (erloschen)
6. Fürsten Repnin (mit den bereits erloschenen Linien Obolensky und Volskonski)
7. Fürsten Lykov-Obolensky (erloschen)
8. Fürsten Dolgorukov(-Obolensky)
9. Fürsten Ščerbatov(-Obolensky)
10. Fürsten Trostensky(-Obolensky) (erloschen)
11. Fürsten Myschetzky
12. Fürsten Wolkonski

### D. Von den Großfürsten von Riazan'

#### II. Fürsten von Pronsk
1. Fürsten Pronsky (erloschen)

### E. Von den Großfürsten von Smolensk

#### I. unmittelbar von den Smolensker Großfürsten
1. Fürsten Žyžemski (erloschen)
2. Fürsten Solomersky (pol. Solomerecki) (erloschen)
3. Fürsten Korkodinov (erloschen)
4. Fürsten Daschkow (erloschen)
5. Fürsten Kropotkin
6. Fürsten Porchovsky (erloschen)
7. Fürsten Selechovsky (erloschen)

#### II. Fürsten von Fomin & Berezuj
1. Fürsten Kozlovsky (erloschen)
2. Fürsten Rzhevsky (erloschen, nicht mit der Adelsfamilie Rzhevsky zu verwechseln!)

#### III. Fürsten von Wjasma
1. Fürsten Wjasemski
2. Fürsten Żiliński (erloschen)

#### IV. Fürsten von Jaroslavl' (2. Haus)
1. Fürsten Trojekurow (erloschen)
2. Fürsten Schastunov (erloschen)
3. Fürsten Veliko-Gagin (erloschen)
4. Fürsten Kurbsky (erloschen)
5. Fürsten Novlensky-Juchotsky (erloschen)
6. Fürsten Zaozersky & Kubensky (erloschen)
7. Fürsten Kubensky (erloschen)
8. Fürsten Šcetinin(-Kubensky) (erloschen)
9. Fürsten Zassekin (1. Haus: Temnossiny) (erloschen)
10. Fürsten Zassekin (2. Haus: Kubensky) (erloschen)
11. Fürsten Sontzev-Zassekin (erloschen)
12. Fürsten Zyrovoy-Zassekin (erloschen)
13. Fürsten Šachovskoy
14. Fürsten Romanovsky (erloschen)
15. Fürsten Mortkin (erloschen)
16. Fürsten Belsky (erloschen)
17. Fürsten Schechonsky (erloschen)
18. Fürsten Dejev(-Romanovsky)
19. Fürsten Lvov (mit den Linien Vekoschkin und Lugovskoy)
20. Fürsten Uchorski (mit den Linien Ochliabinin, Ovtschinin und Chvorostinin) (erloschen)
21. Fürsten Moložsky (erloschen)
22. Fürsten Sitzky (erloschen)
23. Fürsten Prozorovsky (erloschen)
24. Fürsten Sudsky (erloschen)
25. Fürsten Schumorovsky (erloschen)
26. Fürsten Penkov (erloschen)
27. Fürsten Dulov (erloschen)

### F. Von den Großfürsten von Vladimir

#### I. Fürsten von Rostov
1. Fürsten Golenin-Rostovsky (erloschen)
2. Fürsten Šcepin-Rostovsky (erloschen)
3. Fürsten Priimkov-Rostovsky & Gvozdev-Rostovsky (erloschen)
4. Fürsten Bachtejarov-Rostovsky (erloschen)
5. Fürsten Chocholkov-Rostovsky (erloschen)
6. Fürsten Bujnossov-Rostovsky (erloschen)
7. Fürsten Katyrev-Rostovsky (erloschen)
8. Fürsten Rostovsky (Vladimirscher Zweig) (erloschen)
9. Fürsten Janov-Rostovsky (erloschen)
10. Fürsten Temkin-Rostovsky (erloschen)
11. Fürsten Pužbolsky-Rostovsky (erloschen)
12. Fürsten Laskin-Rostovsky (erloschen)
13. Fürsten Kassatkin-Rostovsky (erloschen)
14. Fürsten Lobanov-Rostovsky
15. Fürsten Brity-Rostovsky (erloschen)
16. Fürsten Byckov-Rostovsky (erloschen)
17. Fürsten Goluboy-Rostovsky (erloschen)

#### II. Fürsten von Beloozero (Belozero)
1. Fürsten Belosselsky, seit 1799 Belosselsky-Belozersky
2. Fürsten Andožsky (alias Andogsky oder Andomsky) (erloschen)
3. Fürsten Vadbolsky
4. Fürsten Fürsten Šelešpalsky (alias Šelešpansky) (erloschen)
5. Fürsten Diabrinsky (erloschen)
6. Fürsten Sogorsky (alias Sugorsky) (erloschen)
7. Fürsten Kemsky (erloschen)
8. Fürsten Kargolomsky (erloschen)
9. Fürsten Uchtomsky

#### III. Fürsten von Suzdal' & Nizhnij Novgorod
1. Fürsten Schuiski (mit den Linien Gorbaty, Barbaschin, Glazaty und Skopin) (alle erloschen)
2. Fürsten Nogtev (erloschen)

#### IV. Fürsten von Tver'
1. Fürsten Cholmsky (erloschen)
2. Fürsten Mikulinsky (erloschen)
3. Fürsten Teliatevsky (erloschen)
4. Fürsten Dorogobužsky (erloschen)
5. Fürsten Tscherniatinsky (erloschen)
6. Fürsten Kašinsky (erloschen)

#### V. Fürsten von Starodub
1. Fürsten Krivoborsky (erloschen)
2. Fürsten Kovrov (erloschen)
3. Fürsten L'jalovsky (erloschen)
4. Fürsten Ossipovsky (erloschen)
5. Fürsten Gagarin
6. Fürsten Romodanowski (erloschen)
7. Fürsten Poscharski (erloschen)
8. Fürsten Riapolovsky (erloschen)
9. Fürsten Hołowczyński (erloschen)
10. Fürsten Chilkov-(Riapolovsky) (erloschen)
11. Fürsten Tatev-(Riapolovsky) (erloschen)
12. Fürsten Paletzky (erloschen)
13. Fürsten Gundorov (erloschen)
14. Fürsten Tulupov (erloschen)